# Azzate
Azzate es un municipio italiano de la provincia de Varese, región de Lombardía, con 4.388 habitantes.

## Evolución demográfica
| Gráfica de evolución demográfica de Azzate entre 1861 y 2001 |
|                                                              |
| Fuente ISTAT - elaboración gráfica de Wikipedia              |